# Combat de la Shannon et de la Chesapeake
Vous lisez un « bon article » labellisé en 2017.
Guerre anglo-américaine de 1812
Batailles
m
Batailles navales :
- Océan Atlantique

- USS Essex et HMS Alert (en)
- USS Constitution et HMS Guerriere (en)
- HMS Frolic et USS Wasp (en)
- USS United States et HMS Macedonian
- USS Constitution et HMS Java
- USS Hornet et HMS Peacock (en)
- Bataille de la rivière Rappahannock (en)
- HMS Shannon et USS Chesapeake
- Capture du HMS Dominica (en)
- USS Argus et HMS Pelican
- HMS Boxer et USS Enterprise (en)
- Capture de l'USS Frolic
- HMS Epervier et USS Peacock (en)
- USS Wasp et HMS Reindeer (en)
- USS Wasp et HMS Avon (en)
- Bataille de Fayal (en)
- Capture de l'USS President (en)
- HMS Cyane, HMS Levant et USS Constitution (en)
- HMS Penguin et USS Hornet (en)
- Nautilus et USS Peacock (en)

- Côte est des États-Unis

- Baie de la Chesapeake (en)
- Alexandria (en)
- Baltimore
- Hampden (en)
- Fort Peter

- Grands Lacs/Fleuve Saint-Laurent

- Lac Ontario (en)
- Sackets Harbor (1re) (en)
- York
- Fort George (en)
- Sackets Harbor (2e) (en)
- Lac Érié
- Fort Oswego (en)
- Lac Huron (en)
- Lac Champlain

- Caraïbes/Golfe du Mexique

- La Guaira (en)
- Fort Bowyer (1re)
- 13 décembre 1814 (en)
- Lac Borgne
- La Nouvelle-Orléans
- Fort St. Philip
- Fort Bowyer (2e)

- Océan Pacifique

- James Island (en)
- Charles Island (en)
- Nuku Hiva
- Valparaiso (en)

Le combat de la Shannon et de la Chesapeake, parfois appelé bataille de Boston Harbour, est une bataille navale livrée le 1er juin 1813, au large de Boston, pendant la guerre anglo-américaine de 1812. Durant ce bref affrontement, plus de 80 hommes sont tués. Il s'agit du seul affrontement de la guerre entre deux frégates de même taille.
La frégate américaine USS Chesapeake (38 canons) commandée par le capitaine James Lawrence quitte le port de Boston pour aller affronter la frégate britannique HMS Shannon (38 canons) du capitaine Philip Broke, qui croise au large. La Chesapeake subit très vite de lourds dégâts : des boulets emportent sa barre et la drisse du hunier de misaine, la rendant impossible à manœuvrer. Le capitaine Lawrence est mortellement blessé et descendu au pont inférieur. L'équipage, malgré le dernier ordre de son capitaine (« N'abandonnez pas le navire ! ») est submergé par l'abordage ennemi. La bataille est particulièrement intense mais de courte durée, durant de 10 à 15 minutes, pendant lesquelles 252 hommes sont tués ou blessés. Le capitaine de la Shannon est grièvement blessé durant l'abordage. La Chesapeake et son équipage sont remorqués à Halifax, en Nouvelle-Écosse, où les marins sont emprisonnés ; le navire est réparé et entre en service dans la Royal Navy. En 1819, il est revendu à Portsmouth, en Angleterre, puis démoli. Certaines de ses poutres sont utilisées pour construire le moulin à eau de Chesapeake Mill à Wickham, qui peut être visité de nos jours. La Shannon est quant à elle revendue pour démolition en 1859.

## Prélude

### Philip Broke et l'artillerie

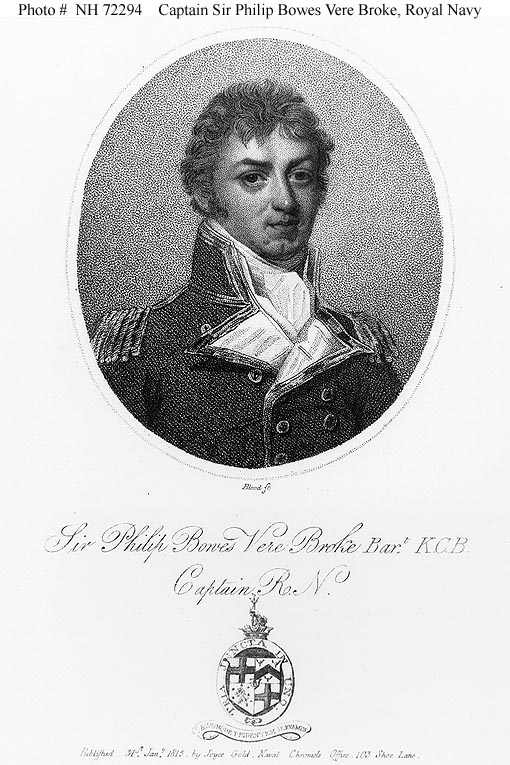
Le capitaine Philip Broke.

Durant sa longue période aux commandes de la Shannon, le capitaine Philip Broke de la Royal Navy apporte de nombreuses améliorations à ce qu'il appelle ses « grands canons ». Il fait poser des mires à l'avant de ses canons longs de 18 livres qui améliorent substantiellement la visée en compensant la courbure extérieure du canon. Il utilise aussi un système de coins placés sous la culasse pour marquer les différents degrés de hausse afin de pouvoir tirer horizontalement malgré la gîte du navire. Les caronades subissent les mêmes modifications, les marques de hausse étant elles faites à la peinture. Les ponts des navires de l'époque étant concaves de l'avant vers l'arrière, Broke fait tailler les roues situées vers le haut de la pente afin que tous les affûts soient horizontaux. Il fait aussi graver sur le pont, à côté de chaque emplacement d'artillerie, différentes valeurs d'azimut afin que chaque peloton puisse tirer même s'il ne voit pas la cible. Cela permet aussi de concentrer le tir de tous les canons sur un même point.
Broke entraîne son équipage de manière intensive, le faisant tirer régulièrement sur des cibles telles que des tonneaux flottants. Ces entraînements se transforment souvent en compétitions entre pelotons, cherchant à atteindre la cible en premier. Il les entraîne même « à l'aveugle », les marins ayant les yeux bandés et n'ayant pour seule information que la hausse du canon, sans aucune vue sur la cible.
En plus de ces manœuvres, Broke aime préparer des scénarios fictifs afin de tester son équipage. Par exemple, après avoir appelé l'équipage à son poste de combat, il lui annonce une attaque fictive afin de voir comment il réagit pour défendre le navire. Bien que l'utilisation d'armes blanches à l'entraînement soit proscrite, l'habileté à l'épée est travaillée grâce à la pratique régulière du singlestick : un bâton de bois est utilisé en lieu et place d'une arme tranchante ; les coups, bien que douloureux, ne sont pas dangereux. De nombreux membres de l'équipage développent ainsi leurs réflexes et leur rapidité, devenant experts dans cet art,.

### James Lawrence

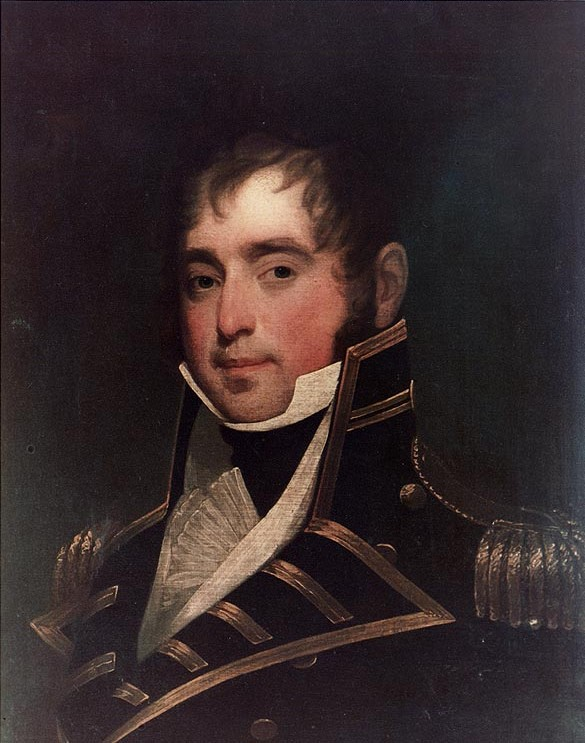
Le capitaine James Lawrence.

Le capitaine James Lawrence de l'United States Navy revient quant à lui d'une croisière couronnée de succès, durant laquelle il a coulé le sloop HMS Peacock. Il est promu capitaine pour cette victoire, et reçoit le commandement de l'USS Chesapeake. Lawrence est peu satisfait de cette affectation, ayant espéré commander une frégate plus importante comme l'USS Constitution. Il se rend alors à Boston pour prendre ses quartiers sur son navire, et découvre que la majorité de l'ancien équipage est parti à la suite d'une dispute sur les parts de prise et qu'il a été remplacé depuis ; son équipage est ainsi composé de bons marins, mais ils n'ont pas l'habitude de travailler ensemble, ce qui affecte grandement leur efficacité. De plus, sa récente expérience du combat lui donne de mauvais a priori sur la Royal Navy. En effet, lors de l'affrontement contre la Peacock, l'équipage se bat avec bravoure, mais l'artillerie britannique est catastrophique. Ces deux facteurs vont jouer lors de l'affrontement contre la Shannon.

### Le défi
Impatient d'en découdre avec l'une de ces frégates américaines qui ont vaincu tant de navires britanniques en combat singulier, Broke se prépare et recherche un tel affrontement. L'USS President a déjà quitté le port sous couvert du brouillard et évité les Britanniques. La Constitution quant à elle subit de lourdes réparations et n'est pas prête à reprendre la mer dans un futur proche. La Chesapeake, prête à appareiller depuis Boston où elle a été radoubée, devient alors la cible idéale : Broke décide de la défier en combat singulier. Alors qu'elle patrouille au large, la Shannon intercepte et capture plusieurs navires américains qui essaient de rejoindre Boston. Après en avoir envoyé deux à Halifax avec un équipage de prise, Broke se rend compte que cela réduit dangereusement le nombre de marins à son bord. Il décide alors de brûler ses prises suivantes afin de garder son équipage au complet, anticipant un combat singulier avec la Chesapeake. Les chaloupes des navires brûlés sont ainsi envoyées à Boston, porteuses d'une invitation orale, destinée à Lawrence, à venir combattre le navire anglais. Broke éloigne alors la HMS Tenedos, pensant que cet équilibrage de la situation pousserait les Américains à sortir, mais en vain. Il décide finalement d'envoyer une missive, adoptant une idée qu'avait eue son adversaire plus tôt durant la guerre : Lawrence, alors capitaine de l'USS Hornet, avait envoyé une invitation écrite au capitaine du sloop-of-war britannique HMS Bonne Citoyenne afin de le provoquer en combat singulier. Ce dernier avait décliné l'offre.
« As the Chesapeake appears now ready for sea, I request you will do me the favour to meet the Shannon with her, ship to ship, to try the fortune of our respective flags. The Shannon mounts twenty-four guns upon her broadside and one light boat-gun; 18 pounders upon her maindeck, and 32-pounder carronades upon her quarterdeck and forecastle; and is manned with a complement of 300 men and boys, beside thirty seamen, boys, and passengers, who were taken out of recaptured vessels lately. I entreat you, sir, not to imagine that I am urged by mere personal vanity to the wish of meeting the Chesapeake, or that I depend only upon your personal ambition for your acceding to this invitation. We have both noble motives. You will feel it as a compliment if I say that the result of our meeting may be the most grateful service I can render to my country; and I doubt not that you, equally confident of success, will feel convinced that it is only by repeated triumphs in even combats that your little navy can now hope to console your country for the loss of that trade it can no longer protect. Favour me with a speedy reply. We are short of provisions and water, and cannot stay long here. »
— Philip Broke
, Message à Lawrence (édité par James et Chamier,)

« La Chesapeake semble prête à prendre la mer ; je vous demande de me faire la faveur d'un combat singulier avec la Shannon, afin que chaque drapeau puisse tenter sa chance. La Shannon compte une bordée de vingt-quatre canons ainsi qu'une couleuvrine, des canons de 18 livres sur son pont principal et des caronades de 32 livres sur son pont supérieur et son gaillard d'avant ; elle est manœuvrée par un équipage de 300 marins et mousses, auxquels s'ajoutent trente marins, mousses et passagers provenant de vaisseaux récemment repris. Je vous implore de ne pas imaginer que ce soit par vanité que je souhaite rencontrer la Chesapeake, ou que j'en appelle à votre ambition personnelle pour que vous acceptiez l'invitation. Nous avons tous les deux des raisons nobles. Vous prendrez peut-être comme un compliment le fait que cette rencontre serait le plus grand service que je puisse rendre à mon pays ; et je ne doute pas non plus que vous-même, confiant en votre victoire, soyez convaincu que c'est uniquement en multipliant les victoires à armes égales que votre petite Marine peut espérer réconforter votre pays pour la perte du commerce qu'elle ne peut plus protéger. Une réponse rapide m'obligerait. Nous sommes à court de provisions et d'eau, et ne pouvons rester plus longtemps. »
— Message à Lawrence (édité par James et Chamier,)

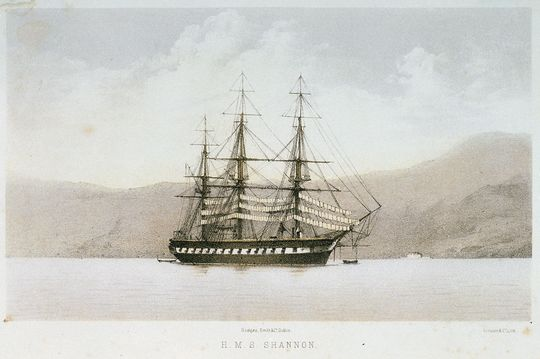
La Shannon en 1855.

En fait, le capitaine Lawrence ne reçoit pas la lettre de Broke, et selon l'historien Ian W. Toll, cela n'aurait pas changé grand-chose : Lawrence a l'intention de sortir la Chesapeake dès que le temps lui est favorable. Le fait qu'il ne soit pas dans l'intérêt de son pays de provoquer une frégate britannique à ce moment-là de la guerre n'altère pas son raisonnement. Lorsque l'USS President quitte le port, il aurait dû mener une mission de harcèlement du commerce ennemi, dans l'intérêt national. La moitié des officiers et jusqu'à un quart de l'équipage sont nouveaux sur le bateau. Durant le peu de temps durant lequel Lawrence est commandant de la Chesapeake, il a mené par deux fois des exercices d'artillerie, arpentant le pont et supervisant l'entraînement. Il met aussi en place un signal, un coup de clairon, afin de lancer son équipage à l'abordage d'un navire ennemi. Malheureusement pour les Américains, le seul membre d'équipage capable de produire un son de l'instrument est le jeune William Brown, assistant du chirurgien et quelque peu « lent d'esprit ». Lawrence pense sortir vainqueur de l'affrontement et rédige deux petites notes, l'une au secrétaire à la Marine lui annonçant ses intentions, l'autre à son beau-frère lui demandant de prendre soin de sa femme et de ses enfants dans le cas où l'issue du combat lui serait fatale.
Les habitants de Boston et de la région prévoient quant à eux une issue favorable au combat mené par le célèbre Lawrence et son équipage. Les autorités locales réservent un emplacement sur les docks dans l'éventualité où celui-ci capture le navire ennemi ; un banquet est même prévu. Alors que la Chesapeake sort du port, les habitants rejoignent des points de vue afin de pouvoir suivre le combat ; les foules s'agglutinent sur les hauteurs, de Lynn à Malden et de Cohasset à Scituate. Les plus téméraires suivent le navire à bord de chaloupes ; un journal local rapporte même que la baie se couvre d'embarcations de tous types.

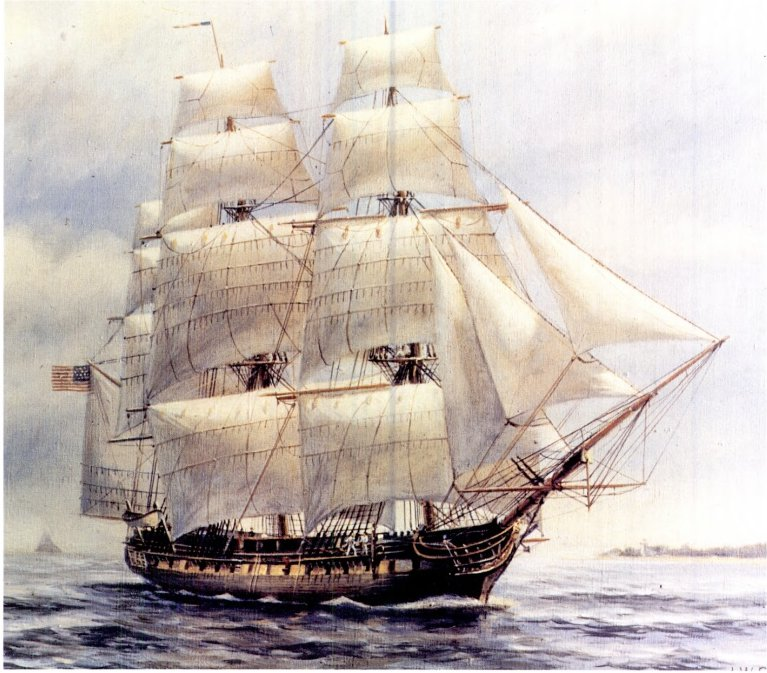
La Chesapeake peinte par F. Muller.

La HMS Shannon est au large de Boston depuis 56 jours et commence à être à court de provisions alors que le séjour prolongé en mer a entamé la résistance du navire. La Chesapeake, quant à elle, sort du port après un radoub. Une chaloupe conduite par un prisonnier américain libéré est envoyée porter l'invitation ; elle n'a pas encore atteint la rive que la Chesapeake est déjà en route, sortant du port. Elle hisse trois pavillons américains et un grand drapeau blanc sur le mât de misaine sur lequel on peut voir écrit « Commerce libre et droits des marins ». La Shannon emporte alors un équipage de 276 officiers, marins et Marines, auxquels s'ajoutent huit marins recapturés et 22 travailleurs irlandais présents sur le navire depuis 48 heures et dont seulement quatre parlent anglais ; on compte également 24 mousses et apprentis, parmi lesquels 13 ont moins de 12 ans. Broke a entraîné ses pelotons d'artillerie à tirer des bordées précises sur la coque des navires ennemis, dans le but de tuer les pelotons adverses plutôt que d'endommager le navire en tirant sur les mâts et le gréement, bien qu'il s'agisse de la pratique alors standard dans la Royal Navy ; seule l'efficacité de Broke lui permet de s'en affranchir. Lawrence, de son côté, a confiance en son navire et dans le fait qu'il possède un équipage plus nombreux. Les victoires récentes de l'United States Navy sur la Royal Navy le confortent dans son opinion.

### LaShannonet laChesapeake
Les deux navires ont quasiment les mêmes caractéristiques de taille et de puissance de feu, malgré les disparités nationales de conception et d'armement de l'époque. L'USS Chesapeake (classée comme 38 canons) possède 28 canons longs de 18 livres, exactement comme la Shannon ; toutes deux possèdent un pont de même longueur. La seule différence majeure réside dans la taille de l'équipage, de 379 hommes pour le navire américain contre 330 pour le navire britannique.
|                          | HMS Shannon | USS Chesapeake                                                                        |
| ------------------------ | --- | ------------------------------------------------------------------------------------- |
| Longueur (pont-batterie) | 45,77 m | 46,02 m                                                                               |
| Maître-bau               | 12,17 m | 12,47 m                                                                               |
| Tonnage                  | 1 065 long tons (1 082 tonnes)                                                                                               | 1 135 long tons (1 153 tonnes)                                                        |
| Équipage                 | 330 hommes | 379 hommes                                                                            |
| Armement                 | 28 canons longs de 18 livres 16 caronades de 32 livres 2 canons de 9 livres 1 canon long de 6 livres 1 caronade de 12 livres | 28 canons longs de 18 livres 20 caronades de 32 livres 1 pièce de chasse de 18 livres |

## La bataille

### Duel d'artillerie

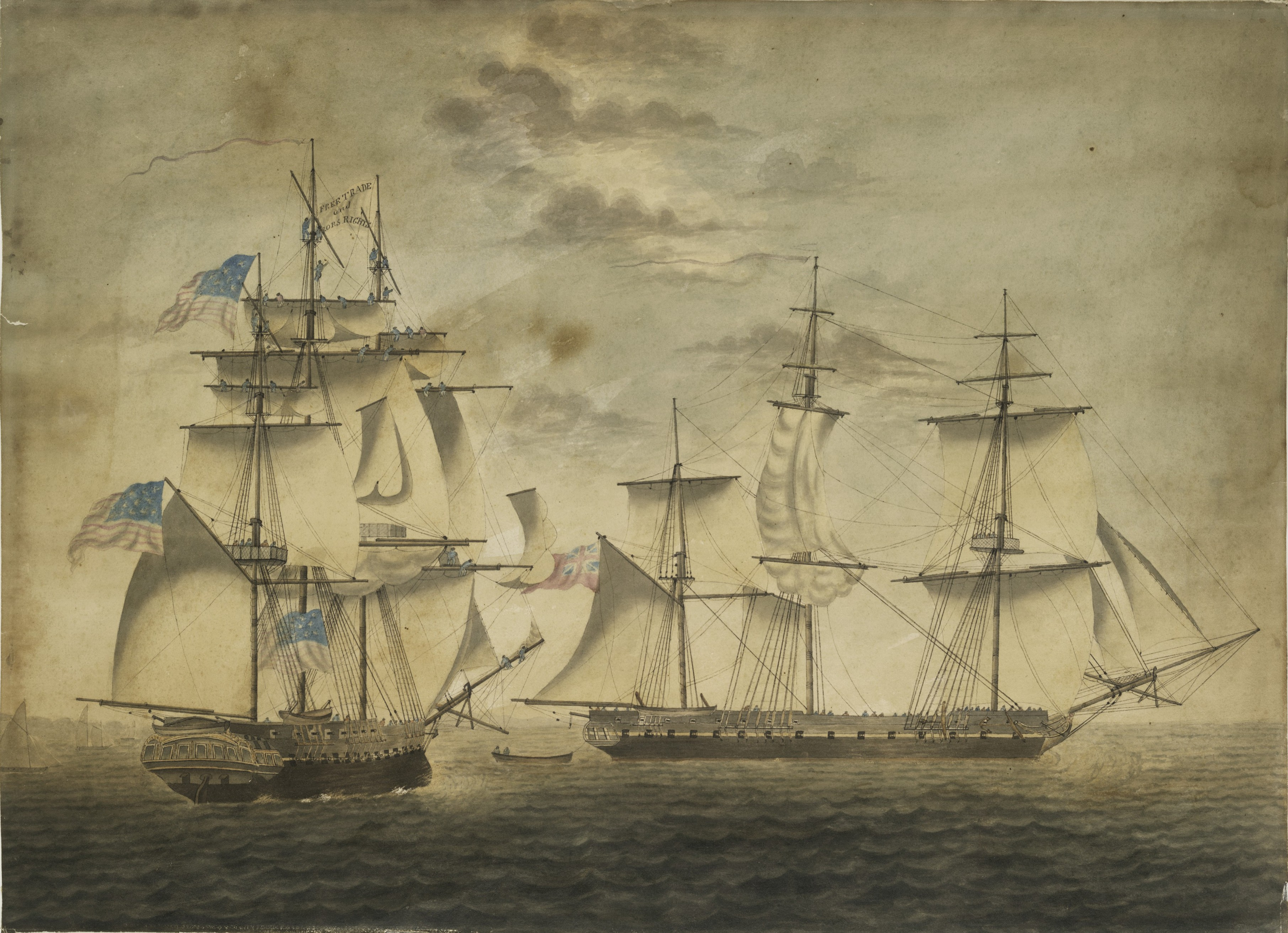
La Chesapeake, à gauche, diminue la toile alors qu'elle fond sur la Shannon. Aquatinte de Robert Dodd, 1813.

Alors que le navire américain approche, Broke harangue son équipage, finissant par sa conception de l'artillerie : « Ne gaspillez pas vos tirs. Visez chaque adversaire. Gardez votre sang-froid. Tirez de manière régulière. Tirez sur les quartiers, du pont principal vers le pont principal, de la plage arrière vers la plage arrière. N'essayez pas de la démâter. Tuez les hommes et le navire est à vous ».
Les deux navires se rencontrent à 17 h 30, 20 milles marins (37 kilomètres) à l'est de Boston Light, entre le cap Ann et le cap Cod. La Shannon porte un Blue Ensign fatigué, et son aspect délabré après de longs mois de mer laissent présager une proie facile. Observant les nombreux pavillons de la Chesapeake, un marin interroge Broke : « Ne devrions-nous pas porter trois enseignes, comme eux ? », ce à quoi Broke répond : « Non, nous avons toujours été un navire modeste ». La Shannon refuse de tirer sur la Chesapeake alors qu'elle s'approche, et celle-ci ne prend pas non plus en enfilade le navire britannique malgré l'avantage du vent. Cette galanterie justifie des éloges qui vont lui être adressés plus tard par des officiers britanniques.

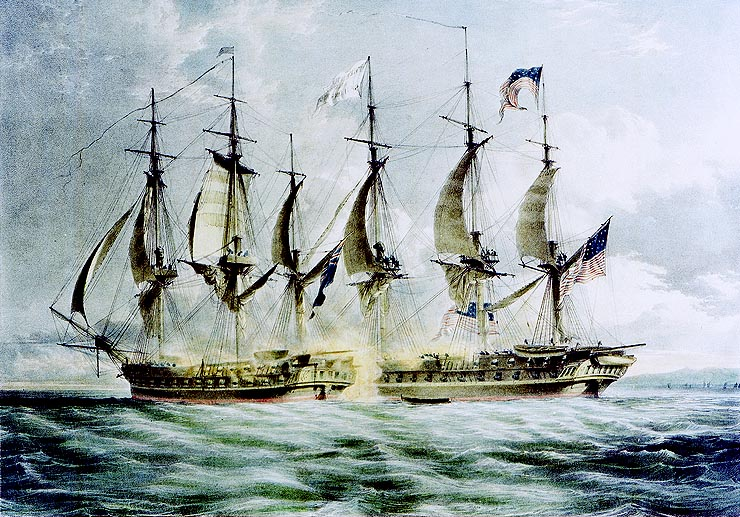
Début de l'action : les deux frégates échangent des tirs à bout portant. Lithographie de Louis Haghe, 1830.

Les deux navires ouvrent le feu juste avant 18 h à une distance d'environ 35 mètres, la Shannon faisant mouche la première en touchant les sabords avants de la Chesapeake de deux boulets et de mitraille tirés par William Mindham, le chef de peloton de la batterie tribord la plus à l'avant. La Chesapeake avançant plus vite que le navire britannique, alors qu'elle passe le long de celui-ci, les dommages infligés par les coups précis et méthodiques de l'équipage ennemi progressent vers la poupe du navire ; les pelotons situés à l'avant subissent néanmoins les plus lourdes pertes. Cependant, l'équipage américain est bien entraîné et malgré ces pertes, il répond avec célérité. La Chesapeake donne fortement de la bande et nombre de ses tirs touchent l'eau ou la ligne de flottaison de la Shannon, lui causant peu de dommages ; les caronades provoquent cependant de lourds dégâts au gréement. C'est ainsi qu'un boulet de 32 livres percute le tas de balles du canon de 12 livres, stocké sur le porte-haubans : celui-ci traverse le bastingage et se répand sur le pont-batterie telle la grêle.

« Alors que la distance diminue, les pelotons d'artillerie et les tireurs de la Shannon maintiennent un feu roulant, et la plage arrière sans protection devient aussi inhospitalière que la surface de la lune. »

Le capitaine Lawrence réalise alors que la vitesse de son navire lui fait dépasser la Shannon et il décide de loffer, c'est-à-dire de rentrer dans le vent pour ralentir le navire. Juste après que la Chesapeake a entamé la manœuvre, une bordée particulièrement précise du navire britannique décime les hommes de manœuvre. Les timoniers sont tués par un boulet du canon de 9 livres que Broke a fait installer dans ce but sur la plage arrière ; ce même canon détruit la roue du gouvernail peu après. Les pelotons américains restants réussissent néanmoins à toucher la Shannon lors de la seconde bordée, notamment grâce aux caronades qui balaient le gaillard d'avant britannique, tuant trois hommes, en blessant plusieurs autres et détruisant le canon de 9 livres, alors qu'un autre boulet emporte la cloche de la Shannon.

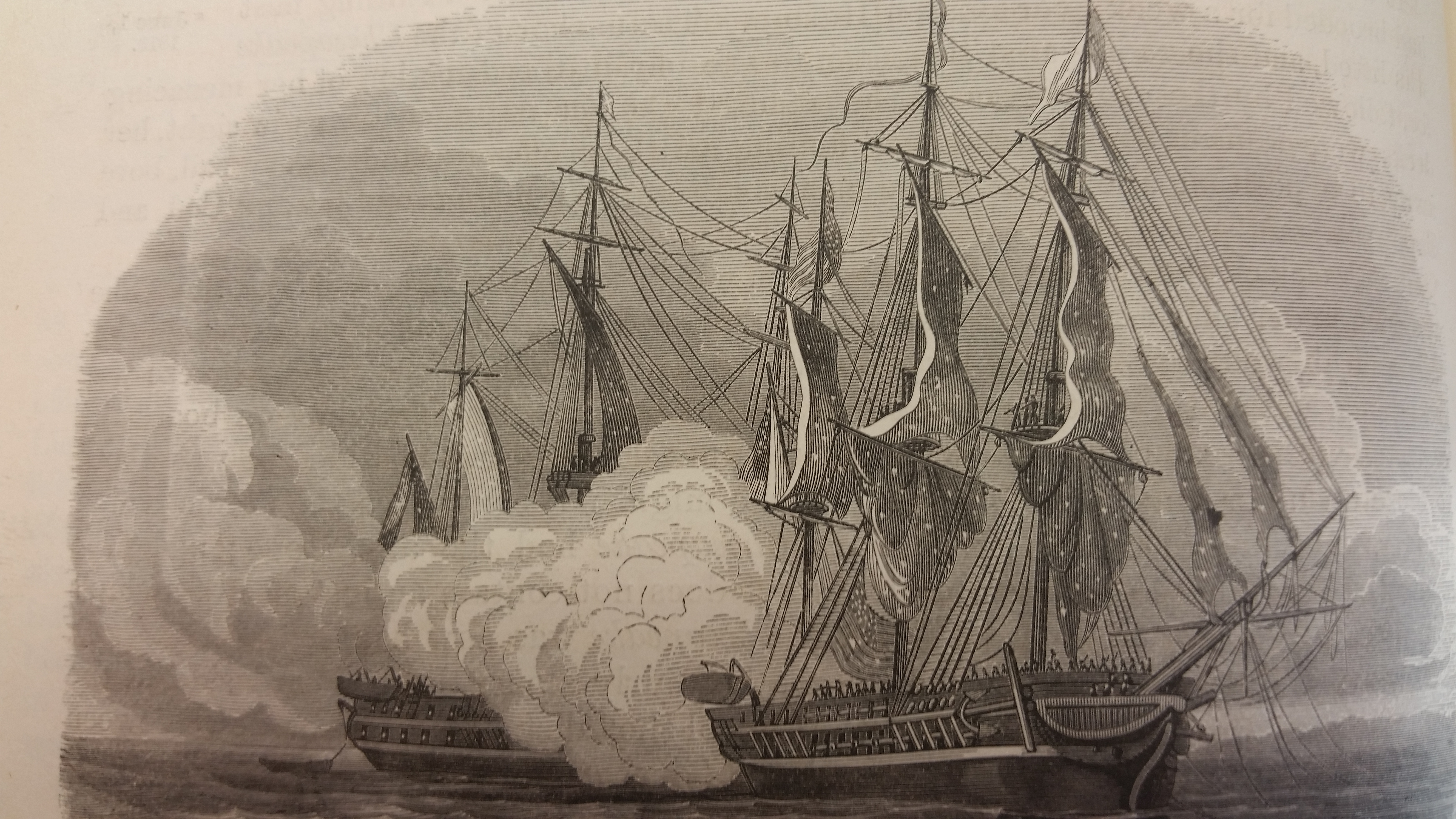
Le tournant du combat : la Chesapeake (à droite) dépasse la Shannon et présente son arrière au navire britannique.

Au moment où la Chesapeake perd son gouvernail, la drisse de son hunier de misaine est emportée par un boulet, entraînant la chute de la vergue : le navire vient alors au vent. Perdant son erre, la frégate fait une embardée dans le vent avant de se mettre à culer ; l'arrière bâbord percute alors le côté tribord de la Shannon. L'une des oreilles de l'ancre de celle-ci, stockée sur le passavant, accroche ensuite le navire américain : avec le choc, la bôme de sa brigantine pivote au-dessus du pont de la Shannon. Le bosco de Broke, M. Stevens, retient alors celle-ci afin de garder les deux navires bord à bord, perdant un bras dans la manœuvre.
Piégée le long de la Shannon dans une position depuis laquelle elle ne peut tirer qu'avec quelques canons et dans l'impossibilité de repartir, la Chesapeake expose sa poupe qui subit alors un tir de traverse. Les canons du navire britannique ayant déjà clairsemé les rangs des canonniers situés à l'avant de la frégate, ravagent maintenant ceux de l'arrière. La situation empire encore lorsqu'un tonneau de cartouches de mousquets entreposé à la base du mât d'artimon explose ; Broke donne l'ordre d'aborder le navire dès que la fumée se dissipe, jugeant le moment opportun. Le capitaine Lawrence donne le même ordre, mais le joueur de clairon, apeuré, ne réussit pas à tirer un son de son instrument, ce qui fait que seuls les marins près de Lawrence entendent ses ordres. Il est à ce moment-là le dernier officier restant sur le pont supérieur, les lieutenants Ludlow et Ballard ayant été blessés. Le lieutenant Cox, montant du pont inférieur avec des hommes près à l'abordage, atteint la plage arrière sur laquelle il trouve le capitaine grièvement blessé par une balle de mousquet : Lawrence est agrippé à l'habitacle afin de rester debout. Cox, ayant servi toute sa vie avec lui, le descend dans l'entrepont avec l'aide de deux marins. Alors qu'il est transporté, Lawrence s'écrie : « Dis aux hommes de tirer plus vite ! N'abandonnez pas le navire ! »

### Abordage britannique
| - Broke mène l'abordage sur la Chesapeake. - George Cruikshank présente les Américains comme peureux. |

L'atmosphère à bord du vaisseau britannique est complètement différente de la confusion qui règne à bord de la Chesapeake, et la section d'abordage est bien organisée. Un groupe d'hommes, incluant le commissaire M. Aldham et le commis, M. Dunn, et mené par Broke, se précipite à bord du navire américain. Aldham et Dunn sont tués à peine ont-ils franchi le passavant, mais les autres réussissent à aborder la Chesapeake. Le capitaine Broke, à la tête d'une vingtaine d'hommes, saute du plat-bord sur une caronade, puis sur la plage arrière ; aucun officier américain n'est présent sur le pont pour organiser la résistance. Le pont principal de la Chesapeake est presque désert, dévasté par l'artillerie du Shannon : les survivants sont soit partis pour aborder le navire ennemi, soit réfugiés dans les ponts inférieurs. Deux officiers américains, le lieutenant Cox (remonté après avoir amené le capitaine Lawrence au chirurgien) et le midshipman Russell, voyant que les deux canons de 18 livres bâbord les plus à l'arrière pointent sur la frégate britannique, réussissent à faire feu.
Le lieutenant Ludlow, légèrement blessé et présent dans le poste de pilotage pour se faire soigner, retourne alors sur le pont et rallie à lui plusieurs membres d'équipage. Le lieutenant Budd le rejoint avec quelques hommes qu'il a emmenés depuis l'écoutille avant. Ludlow les entraîne alors dans une contre-attaque qui renvoie les Britanniques jusque dans l'habitacle. Cependant, une vague de renforts arrive, et Ludlow reçoit un coup de sabre mortel ; les Américains sont de nouveaux repoussés. James Bulger, l'un des Irlandais de la Shannon, charge ceux-ci en brandissant une pique d'abordage et en hurlant des injures en gaélique. En l'absence d'officier pour les mener (le lieutenant Budd a lui aussi reçu un coup de sabre) et sans soutien des ponts inférieurs, les Américains sont repoussés par les assaillants. Leur résistance est brisée, sauf pour une bande d'irréductibles postés sur le gaillard d'avant et pour les hommes juchés dans les hauteurs du gréement. Nombre d'Américains se bousculent pour essayer de retrouver la relative sûreté de l'entrepont. Voyant ceci, le lieutenant Cox les interpelle : « Maudits fils de pute de lâches ! Pourquoi retournez-vous en bas ? » À un midshipman lui demandant s'ils doivent les arrêter en les sabrant, Cox répond : « Non monsieur, cela n'est d'aucune utilité ».
Le combat fait aussi rage dans les hunes : les tireurs embusqués ennemis tirent sur leurs homologues et sur les marins présents, à découvert, sur les ponts. Alors que les deux navires sont bord à bord, les tireurs britanniques, emmenés par le midshipman William Smith, commandant la hune de misaine, déciment les marins postés dans la hune de misaine de la Chesapeake, les tuant tous. Le vent finit par séparer les navires, et pousse la Chesapeake devant la proue de la Shannon par le vent : la cinquantaine d'assaillants britanniques se retrouve coincée sur le navire américain. Cependant, toute résistance à bord de la frégate a presque cessé à ce moment-là.
Broke mène la charge contre les quelques Américains qui ont réussi à rejoindre le gaillard d'avant. Trois marins américains descendent, probablement depuis le gréement, et l'attaquent. Pris par surprise, il tue le premier, mais le second le touche d'un tir de mousquet qui l'étourdit, pendant que le troisième lui ouvre le crâne avec son sabre : il s'effondre sur le pont, évanoui. Avant que le marin n'ait pu achever Broke, il est tué à coups de baïonnette, tout comme son camarade, par un Marine nommé John Hill. L'équipage de la Shannon se regroupe autour de son capitaine et continue vers le gaillard d'avant, tuant les Américains restant. Broke s’assied sur l'affût d'une caronade, étourdi et affaibli, et William Mindham utilise son mouchoir pour lui bander la tête. D'après l'un des lieutenants de la Shannon, Provo Wallis, les trois assaillants sont des déserteurs américains, l'attaque brutale et désespérée menée sur Broke ayant été motivée par le fait qu'ils auraient encouru la peine de mort d'après les Articles of War de la Royal Navy en tant que déserteurs. Pendant ce temps, le First lieutenant de la Shannon, M. George T. TL. Watt, essaie de hisser les couleurs britanniques à bord de la Chesapeake, mais dans la confusion il est tué par de la mitraille tirée depuis la frégate britannique.

### Capture de laChesapeake

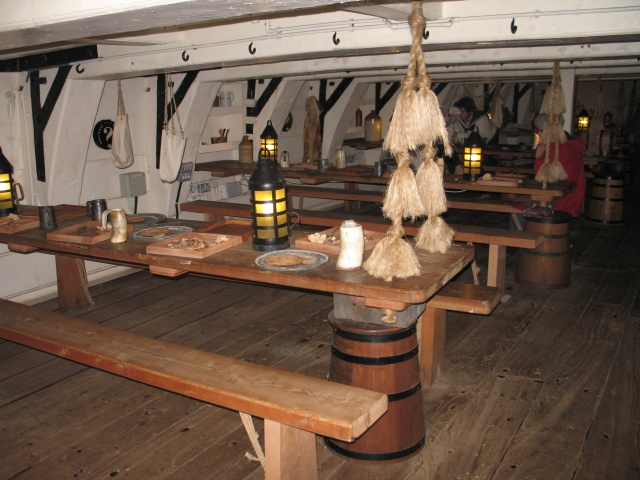
Entrepont d'une frégate de 38 canons.

Les Britanniques ont ainsi éliminé toute résistance sur les ponts supérieurs de la frégate américaine, et la plupart de l'équipage restant s'est réfugié dans l'entrepont. Un coup de feu tiré depuis l'intérieur du navire tue William Young, le Marine britannique qui gardait l'écoutille principale. L'équipage britannique, furieux, commence à tirer au travers des écoutilles sur les Américains entassés en dessous. Le lieutenant Charles Leslie Falkiner de la Shannon, à la tête de l'équipe d'abordage ayant atteint le pont principal, ramène le calme en menaçant d'« exploser le crâne du prochain qui tirera ». Il demande alors aux Américains de faire monter l'homme qui a tué Young, rajoutant que la Chesapeake a été capturée et que « nous avons trois cents hommes à bord. S'il y a une autre manifestation de votre part, vous serez appelés sur le pont un par un, et tués ». Falkiner reçoit alors le commandement de la Chesapeake en tant que prise de guerre. Des midshipmen de la Shannon — Smith, Leake, Clavering, Raymond, Littlejohn et Samwell —, seul ce dernier est blessé, faisant de lui le seul autre officier britannique que Broke à avoir été touché durant la bataille ; il meurt quelques semaines après, d'une infection des blessures reçues durant l'assaut. Peu après la fin de l'abordage, Broke, ayant perdu trop de sang, s'évanouit une seconde fois et doit être ramené à la rame à bord de la Shannon afin que le chirurgien de bord s'occupe de lui.
La bataille a duré à peine dix minutes selon le journal de bord de la Shannon, ou onze minutes d'après la montre du lieutenant Wallis. Dans son rapport officiel, Broke affirme modestement que l'engagement a duré quinze minutes. La frégate britannique a perdu 23 hommes, et compte 56 blessés. La Chesapeake de son côté déplore 48 morts, parmi lesquels quatre lieutenants, le capitaine et la plupart de ses officiers, et 99 blessés. La Shannon a été touchée par 158 projectiles, la Chesapeake par 362 (en comptant la mitraille). Lors du duel d'artillerie, les Américains ont subi 44 coups de canon, contre 10 ou 11 pour les Britanniques. Ainsi, même avant l'abordage, la Chesapeake avait largement perdu le duel d'artillerie.

## Conséquences

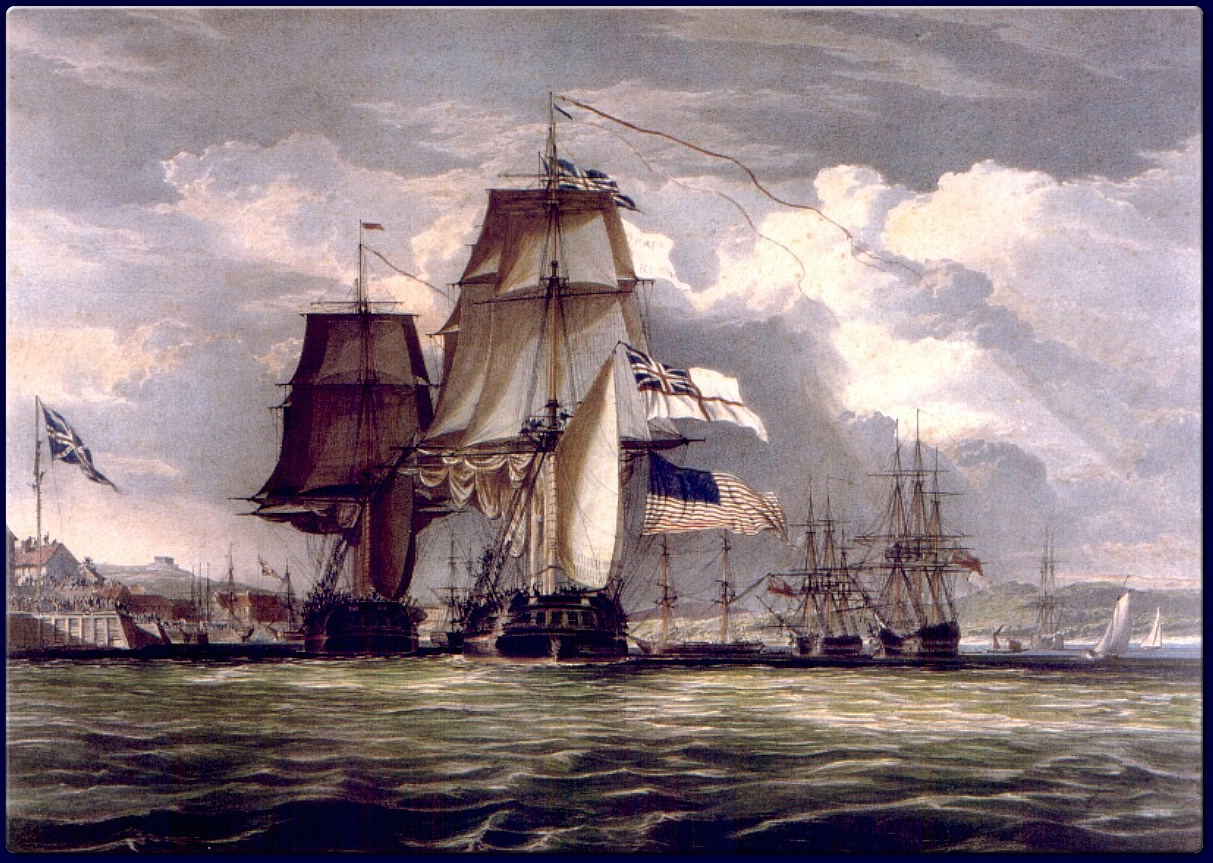
H.M.S. Shannon menant la frégate américaine Le Chesapeake dans le port de Halifax, lithographie de 1830.

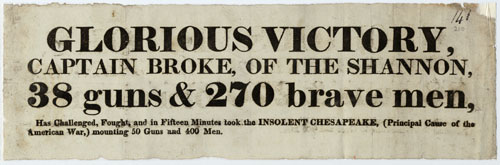
Une de journal annonçant la victoire de la Shannon.

Après la victoire, un équipage de prise est nommé à bord de la Chesapeake. Son commandant, le lieutenant Falkiner, a des difficultés à composer avec les Américains, agités et surpassant en nombre ses hommes. Certains leaders sont transférés sur la Shannon où ils sont mis aux fers. Ironie de l'histoire, ces fers étaient transportés par la Chesapeake et devaient servir à attacher les prisonniers britanniques. Le reste de l'équipage américain est rendu docile par la découpe de trous dans le pont principal, sur lesquels sont pointés deux canons de 18 livres chargés de mitraille.
La Shannon, commandée par le lieutenant Provo Wallis, accompagne sa prise jusqu'à Halifax, où elle arrive le 6 juin. Lors de leur entrée dans le port, les navires à l'ancre se parent de marins, et les orchestres jouent de la musique militaire ; chaque navire que la Shannon passe la salue de vivats. Les 320 survivants américains sont enfermés sur l'île Melville en 1813, et leur navire, entré en service dans la Royal Navy sous le nom de HMS Chesapeake, est utilisé afin de transférer des prisonniers de l'île Melville à la prison du Dartmoor en Angleterre. Plusieurs officiers sont placés en liberté conditionnelle à Halifax, mais certains d'entre eux provoquent l'émoi en entamant une chanson patriotique sur la défaite de la Chesapeake. Les conditions sont alors durcies : dès le début de 1814, ces officiers doivent participer à un rassemblement mensuel sur l'île de Melville, et ceux qui violent leur parole sont emprisonnés.

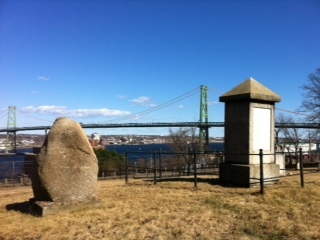
Tombes des morts de la Chesapeake (gauche) et de la Shannon (droite) à la base des Forces canadiennes Halifax.

Première victoire navale majeure de la guerre, la capture de la Chesapeake redonne courage à la Royal Navy alors dans le doute. Après une brève croisière commencée le 5 septembre sous les ordres du commandant Teahouse, la Shannon repart pour l'Angleterre le 4 octobre, avec un Broke convalescent à son bord ; elle arrive à Portsmouth le 2 novembre. Grâce à cet abordage couronné de succès, les lieutenants Wallis et Falkiner sont promus au rang de commander et Etough et Smith sont élevés au rang de lieutenant. Broke est anobli baronnet dès septembre,. La cour de la Corporation de la Cité de Londres lui remet les clés de la ville et une épée d'une valeur de 100 guinées. Il reçoit aussi un plateau d'une valeur de 750 livres et une coupe d'une valeur de 100 guinées. Le capitaine Lawrence est enterré à Halifax avec les honneurs militaires dus à son rang, six officiers britanniques portant son cercueil. La Chesapeake, après son service dans la Royal Navy, est revendue à Portsmouth en 1819 pour 500 livres, puis démolie. Quelques poutres de la Chesapeake sont alors utilisées pour la construction du moulin à eau de Chesapeake Mill à Wickham dans le Hampshire,. La Shannon sert de navire de réception à partir de 1831, avant d'être démolie en 1859.

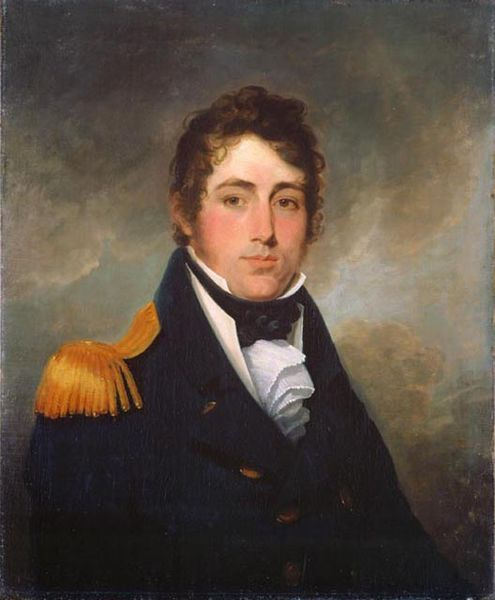
Provo Wallis, futur Admiral of the fleet, ramène la Chesapeake à Halifax.

Aux États-Unis, cette capture est vécue comme une humiliation, et contribue à la grogne populaire contre la guerre. De nombreux New Englanders, surnommant le conflit « guerre de Madison » d'après James Madison, appellent dès lors à sa démission de la présidence.
Dans une guerre où la vérité historique est parfois sacrifiée au profit du patriotisme, les comptes-rendus de la victoire du Shannon sont parfois biaisés. Peu de ceux-ci prennent en compte le fait que Lawrence se soit précipité vers un combat difficile avec un équipage peu entraîné et mal préparé. Theodore Roosevelt établit par la suite ce fait clairement, critiquant violemment certains « historiens américains » au passage. En moins de 2 minutes, l'équipage de la Shannon a subi d'énormes pertes mais ne s'est pas décomposé, alors que celui de la Chesapeake l'a fait. Malheureusement pour Lawrence, ce n'est pas une frégate « habituelle » du conflit qu'il a affronté, avec un équipage en sous-nombre composé de marins novices, mais une frégate manœuvrée par un équipage surentraîné, dirigé par un expert en artillerie navale. Il a ainsi été dit de la Shannon qu'« aucun vaisseau de son calibre n'a été plus destructeur durant l'histoire de la guerre navale ».
Broke ne va dès lors plus commander de navire. Sa blessure à la tête consécutive au coup de sabre, exposant son cerveau à l'air libre, est si grave que le chirurgien du bord estime qu'elle va lui être fatale. Cependant, Broke survit jusqu'à l'âge respectable de 64 ans malgré les séquelles de sa blessure. Il souffre ainsi de migraines et de problèmes neurologiques durant le restant de sa vie. Les pertes sont lourdes durant cette bataille : les Britanniques déplorent 23 hommes et 56 blessés, alors que les Américains comptent 48 morts pour 99 blessés de leur côté. Parmi tous ces blessés, 23 vont mourir des suites de leurs blessures dans les deux semaines suivant l'engagement. Relativement au nombre total d'hommes présents ce jour-là, cela en fait l'un des duels les plus sanglants de l'histoire de la navigation à voile. En comparaison, la HMS Victory a perdu moins d'hommes durant la bataille de Trafalgar. L'engagement a duré en tout 15 minutes, témoignant de la férocité du combat.

## Postérité
La capture de l'USS Chesapeake par la HMS Shannon occupe une place importante dans Fortune de guerre (1979), le sixième livre de la série de romans historiques des Aubreyades écrite par Patrick O'Brian. Les personnages principaux, après s'être échappés de Boston en tant que prisonniers de guerre, sont à bord de la Shannon pendant l'engagement. La bataille est décrite avec précision par O'Brian, mais ses personnages ne jouent que des rôles mineurs dans le combat.
Des références à la bataille se retrouvent également dans le roman de science-fiction Étoiles, garde-à-vous ! (1959) de Robert A. Heinlein et dans le roman Anne quitte son île (1915) de Lucy Maud Montgomery.